# Yinshania yixianensis
Yinshania yixianensis är en korsblommig växtart som beskrevs av Al-shehbaz, G. Yang, L.L. Lu och Tai Yien Cheo. Yinshania yixianensis ingår i släktet Yinshania och familjen korsblommiga växter. Inga underarter finns listade i Catalogue of Life.